# Tim Flannery
Tim Flannery (Melbourne, 28 de janeiro de 1956) é um australiano, paleontólogo, ambientalista, conservacionista, explorador, e cientista público. Ele descobriu mais de 30 espécies de mamíferos (incluindo novas espécies de cangurus arborícolas). Ele atuou como comissário-chefe da Comissão do Clima, um órgão do governo federal que fornece informações sobre as mudanças climáticas.ao público australiano antes que a Comissão fosse abolida pelo Governo Abbott como seu primeiro ato de governo. Em 23 de setembro de 2013, Flannery anunciou que se juntaria a outros comissários demitidos para formar o Conselho Climático independente, que seria financiado inteiramente pela comunidade e continuaria a fornecer ciência climática independente ao público australiano.
Flannery é professor no Melbourne Sustainable Society Institute, University of Melbourne.
Flannery foi nomeado Humanista Australiano do Ano em 2005, e Australiano do Ano em 2007. Até meados de 2013 ele foi professor na Universidade Macquarie e ocupou a Cátedra Panasonic em Sustentabilidade Ambiental. Ele também foi presidente do Copenhagen Climate Council, um grupo internacional de empresas e outros líderes que coordenou uma resposta empresarial às mudanças climáticas e auxiliou o governo dinamarquês na preparação para a COP 15. Em 2015, o Jack O Prêmio P. Blaney para Diálogo reconheceu Tim Flannery por usar o diálogo e o engajamento autêntico para construir um consenso global para ação em torno das mudanças climáticas. Suas opiniões sobre o fechamento de usinas convencionais a carvão para geração de eletricidade a médio prazo são frequentemente citadas na mídia.